# Cemil Turan
Cemil Turan (Üsküdar, Isztambul, 1947. január 1. –) török válogatott labdarúgó, csatár.

## Pályafutása

### Klubcsapatokban
A Sarıyer csapatában mutatkozott be a török élvonalban, 1966-ban, 19 évesen. Pályafutása későbbi részében az İstanbulspor és a Fenerbahçe játékosa volt. Utóbbi csapattal 1974-ben, 1975-ben és 1978-ban is bajnoki címet nyert. Háromszor volt a bajnokság gólkirálya, az isztambuli klub színeiben összesen 194 bajnoki gólt szerzett. 1980-as visszavonulását követően különböző közigazgatási pozíciókban dolgozott az Istanbulspornál, majd a Fenerbahçénál, később ő lett a Fenerbahçe sportinfrastruktúrájának koordinátora.

### A válogatottban
A török válogatottban 1970 és 1979 között negyvennégy alkalommal lépett pályára és tizenkilenc gólt szerzett.

## Bundavád
2011. július 3-án mérkőzések manipulációjának vádjával vették őrizetbe, később felmentették a vádak alól.

## Sikerei, díjai
- Török bajnok: 1973-74, 1974–75, 1977–78
- Török Kupa-győztes: 1974, 1979
- Török Szuperkupa-győztes: 1973, 1975
- Elnök-kupa-győztes: 1973, 1978, 1980
- TSYD-kupa-győztes: 1973, 1975, 1976, 1978, 1979, 1980
- A török bajnokság gólkirálya: 1973-74 (14 gól), 1975-76 (17 gól), 1977-78 (17 gól)
- Az év török labdarúgója: 1977[3]